# Aruxa (região)
Aruxa (Arusha) é uma região da Tanzânia. Sua capital é a cidade de Aruxa.

## Distritos
- Ngorongoro
- Monduli
- Karatu
- Arumeru
- Aruxa